# Дэвис, Неста
Неста Дэвис (англ. Nesta Davies) — фигуристка из Великобритании, серебряный призёр чемпионата мира 1954 года, серебряный призёр чемпионата Европы 1954 в танцах на льду. Выступала в паре с Полом Томасом.

## Спортивные достижения
(с Полом Томасом)
| Соревнования/Сезоны | 1953 | 1954 |
| ------------------- | ---- | ---- |
| Чемпионаты мира     | 4    | 2    |
| Чемпионаты Европы   |      | 2    |